# Heartbreaker (Grimm)
Heartbreaker (titulado Rompecorazones en las emisiones en español en Hispanoamérica y España) es el décimo sexto episodio de la cuarta temporada de la serie de televisión estadounidense de drama sobrenatural y policial Grimm. El guion principal del episodio fue escrito por Dan E. Fesman, mientras que la dirección general estuvo a cargo de Rob Bailey. 
El episodio se transmitió originalmente el 3 de abril del año 2015 por la cadena de televisión NBC. En Hispanoamérica el episodio se estrenó el 20 de abril por el canal Universal Channel.
Una bella joven folterseele es constantemente víctima de intentos de violación, como le sucede a todos los wesen de su tipo; ella se defiende con las batracotoxinas que segrega y causan un inmediato ataque al corazón a quien la toque. Su abuela intenta resolver la situación que lo han hecho tradicionalmente en su familia, pero la madre se opone. Continúa la crisis en la relación entre Nick y Juliette debido a la transformación de esta en una en hexenbiest. La familia real desplaza a Viktor y designa en su lugar al Príncipe Kenneth, que se muestra más brutal aún que Viktor. Las tramas argumentales ponen en el centro la cuestión de los efectos colaterales. El episodio recibió críticas por asociar la violación a la belleza femenina.

## Título y epígrafe
El título "Heartbreaker" (Rompecorazones), además de ser una canción clásica de Led Zeppelin, juega de múltiples maneras con las tramas del episodio. Centralmente debido a que la protagonista de la trama policial semanal, Bella Turner, es una folterseeles, un tipo de wesen que segrega una batracotoxina, característica de la phyllobates terribilis de Colombia, que en contacto con la piel produce insuficiencia cardíaca sistólica aguda, "en otras palabras", dice el sargento Wu, "se le rompió el corazón". Pero por otra parte las folterseeles -que en alemán significa "torturadora de almas"- son bellísimas y al mismo tiempo muy peligrosas por su veneno, razón por la cual rehúyen toda relación con los varones para evitar que las toquen, haciéndose de ese modo fama de rompecorazones: "son una tragedia clásica; siempre bellas, siempre mortales", dice Rosalee.

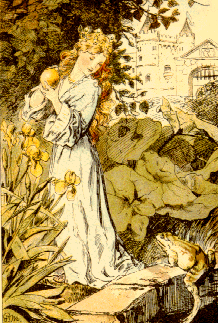
"The Frog Prince", ilustración de Paul Friedrich Meyerheim (1889) del momento en que la princesa y la rana hacen el trato del lado de la fuente. En el cuento original, no figura el beso que transforma a la rana en príncipe.

El epígrafe del capítulo corresponde al cuento "El príncipe rana" o "El rey rana" recopilado por los hermanos Grimm, ubicándolo como nº 1 del primer volumen de su célebre libro Cuentos de la infancia y del hogar (Kinder- und Hausmärchen) publicado en 1812, con sucesivas ediciones de los autores hasta 1857. La frase está tomada textualmente aunque fragmentadamente, de la traducción realizada por Margaret Hunt en 1888, una de las traducciones clásicas al inglés de la obra de los Hermanos Grimm. A continuación se transcriben textualmente el epígrafe de la versión original en inglés, y sus correspondientes traducciones realizadas en las transmisiones en español, con las diferencias según se trate de Hispanoamérica y España. En la cuarta temporada, algunas de las emisiones en Hispanoamérica suprimieron el epígrafe.

Original en inglés
 How the silly frog does talk! He...can be no companion to any human being!
Versiones en español
Hispanoamérica¡Como habla la tonta rana! No puede ser compañía para ningún humano.
EspañaComo dijo la rana: él no es una buena compañía para un ser humano.

Se trata de uno de los cuentos infantiles más famosos. Una rana que le ofrece a la hija del rey, recuperar la pelota de oro que se le había caído a una fuente, a cambio de compartir sus juegos, así como comer y dormir con ella. La joven aceptó el trato, sabiendo que no lo cumpliría y pensando que se trataba de una estúpida petición, pues las ranas no pueden ser amigas de los seres humanos. La rana recuperó su pelota, pero la princesa no cumplió su parte del trato. La rana entonces se hizo presente en el castillo y enterado el rey de lo que había pasado, le ordena a su hija cumplir con su compromiso. La joven obedece al rey de mala gana, pero resulta que la rana era un joven príncipe, hechizado por una bruja, que recupera su forma humana y se casa con la princesa. En la versión más popular del cuento, la transformación de la rana en príncipe sucede cuando la princesa le da un beso. Pero en la versión original de los hermanos Grimm, el hechizo se rompe cuando la princesa arroja a la rana contra la pared. 
El párrafo completo en el que se encuentra la frase citada dice:

Inglés
The frog answered, "I do not care for thy clothes, thy pearls and jewels, or thy golden crown, but if thou wilt love me and let me be thy companion and play-fellow, and sit by thee at thy little table, and eat off thy little golden plate, and drink out of thy little cup, and sleep in thy little bed—if thou wilt promise me this I will go down below, and bring thee thy golden ball up again." "Oh, yes," said she, "I promise thee all thou wishest, if thou wilt but bring me my ball back again." She, however, thought, "How silly the frog does talk! He lives in the water with the other frogs and croaks, and can be no companion to any human being!"
Español
La rana contestó: "Tus vestidos, tus perlas y piedras preciosas y tu corona de oro no me sirven de nada; pero si me prometes amarme y tenerme a tu lado como amiga y compañera en tus juegos, sentarme contigo a tu mesa, darme de beber en tu vaso de oro, de comer en tu plato y acostarme en tu cama, yo bajaré al fondo de la fuente y te traeré tu bola de oro". "¡Ah!" -le dijo-; "te prometo todo lo que quieras, si me devuelves mi bola de oro". Pero pensó para sí: «¡Cómo charla esa pobre rana! Porque canta en el agua entre sus iguales, se figura que puede ser compañera de los hombres.»

En el curso del episodio Hank hace mención al cuento cuando se entera de que se trata de un tipo de wesen llamado Folterseele y dice que le suena al cuento del príncipe rana. "Si", le contestó Monroe, "pero si le das un beso a esta rana, te explota la cara y te morís".

## Argumento
Varios jóvenes de un club de mountain bike está entrenando en los caminos de una colina boscosa. Al detenerse unos minutos, uno de los jóvenes le dice un piropo desagradable a una bella ciclista llamada precisamente Bella, quien rechaza al muchacho y sigue entrenando. Pocos minutos después, otro de los muchachos le dice amablemente que le gusta, pero Bella vuelve a rechazar la propuesta y le pide que se vaya y no la toque. Preocupado por un aparente malestar de Bella, el joven la toca queriendo ayudarla, y ella se da vuelta mostrando su transformación en un wesen con forma de rana. Pocos minutos después el joven muere con su cara destruida por algún tipo de reacción alérgica.
Nick, Hank y Wu, investigan el caso y descubren que el joven fallecido pertenecía a un club de mountain bike y que su muerte se debió a una insuficiencia cardíaca sistólica aguda, causada por una toxina producida por el phyllobates terribilis, un tipo de batracio de Colombia. "En otras palabras", dice Wu, "se le rompió el corazón". Los investigadores descubren también que el joven muerto estaba enamorado de Bella. Cuando la interrogan, dice no saber nada y tampoco se transforma (woge) ante Nick.
Poco después otro compañero suyo del club de ciclismo intenta violarla. Bella vuelve a tomar su forma wesen (woge) y de este modo se defiende del violador con sus toxinas, causándole la muerte. Al volver a su casa, su abuela intentará hacer lo mismo que su familia le hizo a ella a ella y que ella le hizo a la madre de Bella para evitar que las violaran: quemarle la cara con un hierro al rojo vivo. Pero su madre la enfrentará para que Bella no deba sufrir lo mismo que sufrieron todas las folterseeles.
Mientras tanto Nick y Hank recurren al conocimiento de Rosalee y Monroe. Es Rosalee la que deduce que seguramente sea una folterseele, un tipo de wesen similar a una rana, que segrega toxinas mortales y solo hace woge para defenderse del acoso sexual. Sugieren aplicarle una sustancia muy agresiva, que funcione como contra-toxina y evite que sus toxinas maten a quien la toca. Bella acepta finalmente decide tomar la contratoxina, que le arruinará el rostro tanto como las quemaduras de su madre y su abuela, pero en la última escena conoce a un joven que le gusta tal cual es.
Viktor es desplazado por la familia real y en su lugar es designado el Príncipe Kenneth|Príncipe Kenneth, quien demuestra ser más brutal aún que Viktor, y mata a Sam. Kenneth se da cuenta de que Adalind está embarazada y le pregunta de quién; para no revelar que el padre es un grimm (Nick), dice que es de Viktor, pero resulta que este es estéril. El capitán Renard enfrenta a Kenneth pero este la da una fuerte golpiza y le dice que si no se une a la familia real, lo matará.
Las tramas argumentales ponen en el centro la cuestión de los efectos colaterales: el efecto de la contra-toxina para Bella, la transformación en hexenbiest para Juliette luego de aspirar la sustancia para revertir el hechizo que le quitó los poderes a Nick, el embarazo de Adalind al acostarse con Nick transformada en Juliette para quitarle sus poderes y la pérdida de sangre del capitán Renard debido a la magia realizada por su madre para evitar que muriera de los balazos recibidos.

## Críticas
El episodio recibió críticas debido a la asociación que hace entre belleza femenina y violación, sugiriendo que para que una mujer no sea violada debe ser fea.

Definitivamente pienso que el episodio estaba diciendo que la quemadura era para afear, lo cual hizo que se me dieran vuelta los ojos. Si bien es cierto que la fealdad puede reducir la atracción espontánea, eso no quiere decir que las mujeres feas no se enamoren o que no sean violadas.

## Elenco regular
- David Giuntoli como Nick Burkhardt.
- Russell Hornsby como Hank Griffin.
- Bitsie Tulloch como Juliette Silverton.
- Silas Weir Mitchell como Monroe.
- Sasha Roiz como el capitán Renard.
- Bree Turner como Rosalee Calvert.
- Claire Coffee como Adalind Schade.
- Reggie Lee como el sargento Wu.